# دنيس إدواردز
دنيس إدواردز (بالإنجليزية: Dennis Edwards)‏ (19 يناير 1937 بسلاو في المملكة المتحدة - ) هو لاعب كرة قدم بريطاني في مركز الهجوم. لعب مع تشارلتون أثلتيك ونادي برينتفورد ونادي بورتسموث ومنتخب إنجلترا الوطني لكرة القدم للهواة ‏ ونادي ألدرشوت.

## وصلات خارجية
- دنيس إدواردز على موقع قاعدة بيانات كرة القدم.إي يو (الإنجليزية)